# Delio Tessa
Delio Tessa (Milano, 18 novembre 1886 – Milano, 21 settembre 1939) è stato uno scrittore e poeta italiano, considerato da alcuni uno dei maggiori poeti dialettali del Novecento.

## Biografia
È nato a Milano nel 1886. Dopo gli studi al liceo Beccaria, nel 1911 si laureò in giurisprudenza all'Università di Pavia ed iniziò ad esercitare come avvocato e come giudice conciliatore.
La carriera forense però non lo entusiasmò; preferì quindi dedicarsi alla poesia in dialetto milanese, alla letteratura, al teatro e al cinema (scrisse anche la sceneggiatura di un film, Vecchia Europa, pubblicata postuma nel 1986).
Delio Tessa vivrà e compirà tutte le sue opere più importanti in viale Beatrice d'Este 17 a Milano, trovando l'ispirazione sotto i grandi alberi del quartiere insieme alla pittrice appartenente all'alta nobiltà svizzera Elisabetta Keller, che lasciò la sua grande villa di Monza per dipingere sempre nel Palazzo di Viale Beatrice d'Este 17.
Antifascista, rimase isolato rispetto alla cultura ufficiale, dedicandosi piuttosto a scrivere per periodici locali, come L'Ambrosiano (gli articoli saranno poi raccolti nel libro postumo Ore di città) o per giornali stranieri come il Corriere del Ticino. Collaborò inoltre con la Radio della Svizzera italiana.
Tranne che per la raccolta di poesie pubblicata nel 1932 L'è el dì di mort, alegher! (che passò però inosservata anche per l'ostracismo del fascismo nei confronti dei dialetti), tutte le sue opere sono state pubblicate postume.
Di temperamento schivo e riservato, rimase scapolo dopo una delusione sentimentale. Suoi intimi amici furono l'ingegnere Pier Giorgio Vanni ed Elisabetta Keller, alla quale Delio Tessa dedicò la sua poesia Caporetto 1917.
Morì il 21 settembre 1939, a 52 anni, a causa di una setticemia provocata da un ritardato intervento per l'ascesso ad un dente.
Per sua volontà fu sepolto in un campo comune del Cimitero Maggiore di Milano (Musocco).
Nel 1950 il Comune di Milano trasferì la tomba di Tessa nella Cripta del Famedio del Cimitero Monumentale, e, successivamente, gli intitolò una via (via Delio Tessa).

## Contenuti
I temi preferiti della poesia di Tessa sono quelli del dramma della prima guerra mondiale (e della guerra in generale) e della vita quotidiana degli "emarginati della società", rielaborati tuttavia in maniera del tutto personale e curando al massimo la musicalità e le sonorità dei versi. Il massimo esempio di ciò si trova nella sua poesia-capolavoro, "L'è el dì di Mort, alegher", in cui si parte dal parallelo della celebrazione laica e un po' edonistica della ricorrenza dei Morti (con le "scampagnate" al cimitero e i dolcetti) con la disfatta di Caporetto del '17, durante la Grande Guerra (l'emblema della Morte come inevitabile sconfitta sull'esistenza), per arrivare alla consapevolezza della caducità e della sostanziale insipienza della vita. L'invito finale è di godersi i rari attimi di felicità che la vita ci può dare, compresa la celebrazione della Morte, un ineluttabile crisma dell'essenza umana.
Nei suoi componimenti è spesso presente il tema della Morte e il loro contenuto è spesso pervaso da un pessimismo che in parte ha matrici culturali (la Scapigliatura lombarda e ancora prima il Romanticismo scettico di Porta e, per certi versi, dello stesso Manzoni, ma anche il Decadentismo francese di Baudelaire, Rimbaud, Verlaine, il pessimismo del romanzo russo di Tolstoi, Turgenev e Dostoevskij, per arrivare a quella particolare forma di espressionismo che ha come maggiori rappresentanti italiani Dino Campana e Clemente Rebora), in parte personali.
La personalità di Tessa è infatti dominata da un senso di sfiducia negli uomini e nelle loro istituzioni, dalla perdita della fede e dalla consapevolezza di un destino duro ed inflessibile, cui molto aveva contribuito la realtà della prima guerra mondiale. Questa percezione inquieta della realtà è rivelata dalla tensione cui egli sottopone il linguaggio. Il dialetto perde così la sua connotazione di lingua parlata dalla gente comune e le parole sono sottoposte ad un processo di frammentazione e usate senza apparente connessione logica.
Il risultato è una poesia fatta di pure sequenze di suoni (in senso formale; mentre in senso contenutistico la poesia di Tessa è violenta verso la società fascista), arricchita dall'uso delle parentesi, delle esclamazioni, degli spazi vuoti che fanno da pausa musicale.
Tessa fa uso anche di tutte le lingue che conosce, per dare timbri e cadenze diverse nelle sue poesie: per esempio, ne La Mort de la Gussona (epitaffio satirico di una "madàm" di un bordello milanese), introduce interi versi composti esclusivamente da nomi di attrici hollywoodiane dell'epoca. La lingua inglese all'interno di una poesia in meneghino stretto dà un tono di esotismo che suona come una modulazione musicale (o un parallelismo armonico) nel linguaggio poetico.
...   Erede del Porta sì, nel senso che nel suo eleggere il dialetto milanese a lingua      poetica Delio Tessa aveva saltato a pie' pari ogni meneghinismo  tardo-ottocentesco, quasi per istinto e per gusto  aristocratico portato a misurarsi con quella grande lezione di realismo;  ma, a  differenza del Porta, Delio Tessa  operava e sapeva di operare in una condizione di frantumazione sociale ed esistenziale come  tutti, del resto, i maggiori poeti di quel che si è convenuto chiamare "decadentismo".              Di qui certi caratteri della sua poesia che,  pur attraverso lo schermo rifrangente del dialetto milanese,  la collegano agli esemplari dell'espressionismo centro-europeo (Pasolini fu, credo, il primo a notarlo) riverberandogli un'aura di maledettissimo casalingo e borghese... (Giovanni Giudici, su L'Unità del 16 gennaio 1986, in occasione del centenario della nascita di Delio Tessa).
La metrica delle sue opere è costituita da una complessa trama di enjambement che rompe la coincidenza tra l'ordine sintattico e quello delle strofe.

## Opere
- L'è el dì di mort, alégher!, Milano, Mondadori, 1932
- Poesie nuove e ultime, Torino, De Silva, 1946
- Alalà al pellerossa: satire antifasciste e altre poesie disperse, a cura di Dante Isella, Milano, All'insegna del pesce d'oro, 1979
- Piazza Vetra: (la vecchia) e altre pagine ambrosiane, Milano, Tipografia Allegretti di Campi, 1979
- Ore di città, a cura di Dante Isella, Milano: Libri Scheiwiller, 1984 (poi Torino, Einaudi, 1988)
- L'è el dì di mort, alegher! De là del mur e altre liriche, edizione critica a cura di Dante Isella, Torino, Einaudi, 1985
- Vecchia Europa, a cura di Cristina Sacchi, premessa di Angelo Stella, Milano, Bompiani, 1986
- Color Manzoni: 60 Prose ambrosiane, a cura di Dante Isella, Milano, Libri Scheiwiller, 1987
- Critiche contro vento: pagine "ticinesi" 1934-1939, a cura di Giuseppe Anceschi, Lugano, Casagrande, 1990
- Altre liriche, a cura di Dante Isella, Torino, Einaudi, 1999
- De là del mur e altre poesie, a cura di Franco Loi, Genova, Edizioni San Marco dei Giustiniani, 2004.
- Gatti, farfalle, bimbi e pigotte, a cura di Mauro Novelli, Lugano, Casagrande, 2010
- La bella Milano, a cura e con un testo di Paolo Mauri, Macerata, Quodlibet 2013
- La rava e la fava. 50 prose disperse, a cura di Mauro Novelli, Lugano, Casagrande, 2014